# Propanoplosaurus
Propanoplosaurus là một chi khủng long, được Stanford Weishampel & Deleon mô tả khoa học năm 2011.